# Gmina Myślenice

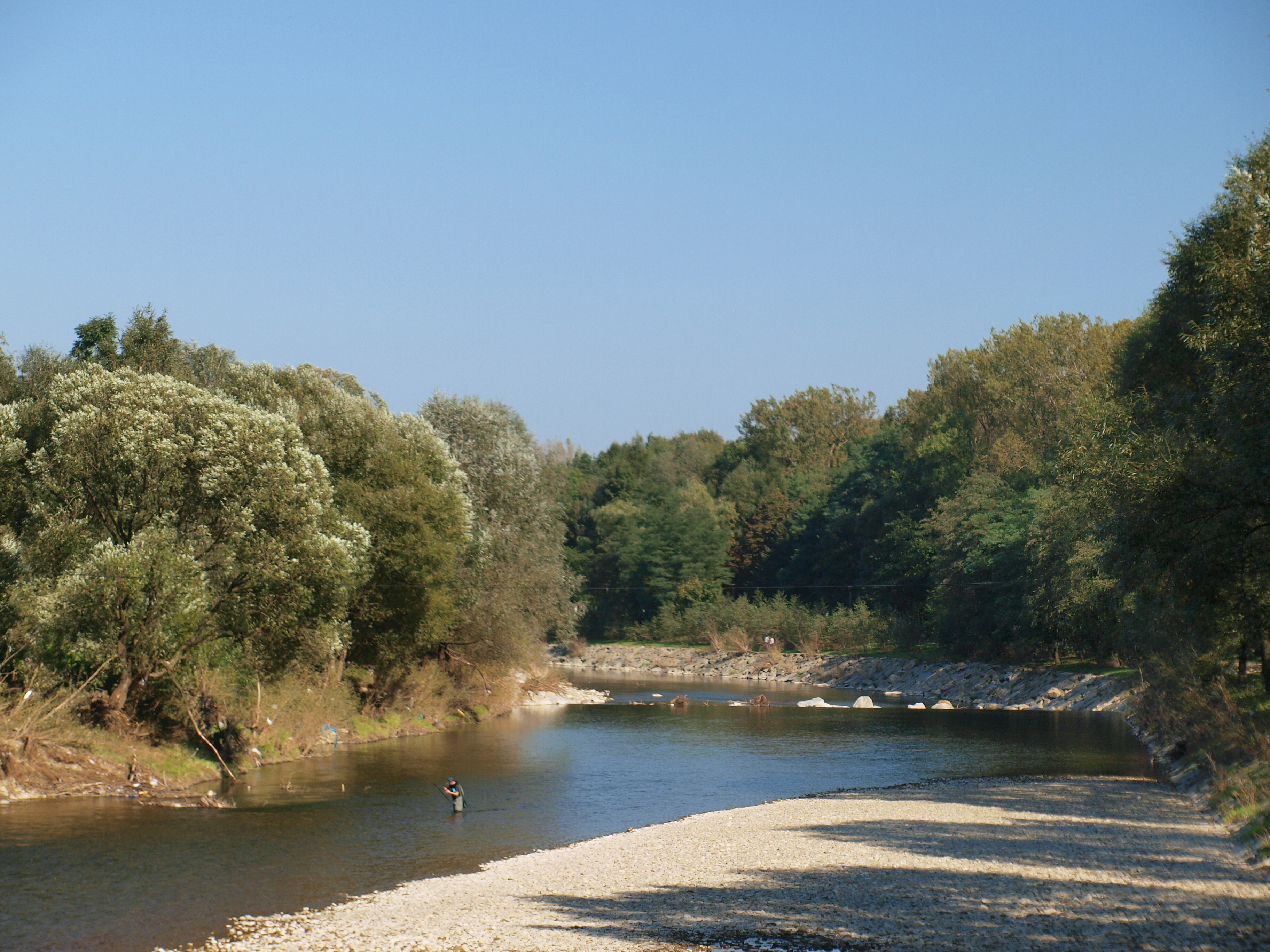
Fluss Raba

Die Gmina Myślenice ist eine Stadt-und-Land-Gemeinde im Powiat Myślenice in der Woiwodschaft Kleinpolen in Polen. Sitz von Powiat und Gemeinde ist die gleichnamige Stadt mit etwa 18.400 Einwohnern.

## Geographie
Die Gemeinde hat eine Flächenausdehnung von 153,74 km², davon werden 53 %  land- und 32 % forstwirtschaftlich genutzt. Sie grenzt an die Gemeinden Dobczyce, Mogilany, Pcim, Siepraw, Skawina, Sułkowice und Wiśniowa.
Zu den Gewässern gehört der Fluss Raba, er wird zum Stausee Jezioro Dobczyckie aufgestaut.

## Geschichte
Von 1975 bis 1998 gehörte die Gemeinde zur Woiwodschaft Krakau.

### Partnerstädte
- Bełchatów (Polen)
- Csopak (Ungarn)
- Lüdenscheid (Deutschland)
- Tinqueux (Frankreich)

## Gliederung
Die Stadt-und-Land-Gemeinde (gmina miejsko-wiejska) Myślenice gliedert sich in die namensgebende Stadt und 16 Dörfer mit Schulzenämtern (sołectwa):
| - Bęczarka - Borzęta - Bulina - Bysina - Droginia - Głogoczów - Jasienica - Jawornik | - Krzyszkowice - Łęki - Osieczany - Polanka - Poręba - Trzemeśnia - Zasań - Zawada |

## Bildung
Die Gemeinde verfügt über drei Gymnasien (Liceum Ogólnokształcące), sieben Mittelschulen (gimnazjum), neunzehn Grundschulen  (szkoła podstawowa) und 34 Kindergärten (Przedszkole).

## Verkehr
Myślenice liegt an der Landesstraße DK 7. In Myślenice beginnt die Woiwodschaftsstraße 967 (DW 967) nach Łapczyca
Bis zum Flughafen in Krakau-Balice sind es etwa 30 Kilometer.